# 梁珫
梁珫（？—1161年），金朝宦官。
梁珫是家奴出身，随元妃入宫，作为宦官侍奉完颜亮。他性情乖巧，善於迎合，得到完颜亮的宠信，得以参预政事，官至近侍局使。完颜亮营建南京（汴京）宫室，梁珫多次奉使前往视察。他曾经向完颜亮说南宋刘贵妃的美丽，增强完颜亮侵略宋朝的欲望。他蛊惑完颜亮兴兵灭宋，屡次劝说完颜亮征天下之兵，各族人民为之疲弊。后被弹劾与宋人结交，在军中被执。完颜亮死后，梁珫在扬州被乱军所杀。

## 延伸阅读
[在维基数据编辑]
 《金史·卷131》，出自脱脱《遼史》